# Ланецкая, Валерия Макаровна
Валерия Макаровна Ланецкая (род. 12 февраля 1943) ― советский и российский нейрохирург, кандидат медицинских наук, почётный гражданин города Воронежа (2015). Заслуженный врач Российской Федерации (2007).

## Биография
Родилась 12 февраля 1943 года в городе Воронеже. Завершила обучение в средней общеобразовательной школе №13 города Воронежа и успешно сдала вступительные экзамены в Воронежский медицинский институт по специальности "Лечебное дело". 
После завершения обучения в высшем учебном заведении в 1966 году, стала работать врачом в Шаталовском туберкулезном санатории Липецкой области. Окончив клиническую ординатуру на кафедре госпитальной хирургии Воронежского государственного медицинского института, с 1971 года и по настоящее время осуществляет врачебную практику в БУЗ ВО Воронежской клинической больнице №1. В 1990 году была назначена на должность заведующей нейрохирургическим отделением. 
За время своей трудовой деятельности она внедрила методы сложнейшего оперативного вмешательства при тяжелых черепно-мозговых, спинальных травмах и их последствиях, сосудистых патологиях головного мозга, значительно расширила объемы оперативных вмешательств при опухолях головного мозга и дегенеративных заболеваниях позвоночника.
В 2007 году под её непосредственным руководством нейрохирургическое отделение одним из первых в России приняло участие в программе оказания высокотехнологичной медицинской помощи больным с нейрохирургической патологией для жителей Воронежской, и соседних Липецкой и Тамбовской областей. С 2007 по 2014 годы количество операций было увеличено с 80 до 362. В 2008 году отделение, первым в России, вошло в программу «Снижение смертности и инвалидности при сердечнососудистых заболеваниях, инфаркте и инсульте», в программу «Модернизация здравоохранения».
Активный участник медицинского сообщества. Трудится во Всероссийском научном обществе нейрохирургов, член Правления Ассоциации нейрохирургов России, председатель Воронежской Ассоциации нейрохирургов. Автор 46 научных статей.
Решением Воронежской городской Думы в 2015 году Валерии Макаровне Ланецкой было присвоено звание "Почётный гражданин города Воронежа".
Проживает в городе Воронеже. 

## Награды и звания
- Заслуженный врач Российской Федерации,
- лауреат премии «Золотой фонд Воронежской области»,
- нагрудный знак «За заслуги перед Воронежским здравоохранением»,
- грамоты Воронежской областной Думы, департамента здравоохранения Воронежской области,
- высшая квалификационная категория по специальности «Нейрохирургия».
- Почётный гражданин города Воронежа (02.09.2011).